# Катастрофа R6D-1 в Атлантике
Катастрофа R6D-1 в Атлантике — крупное авиационное происшествие, случившееся ночью в среду 10 октября 1956 года с американским военным самолётом Douglas R6D-1 посреди Атлантического океана. Официально погибли 59 человек, что на тот момент делало данное происшествие вторым, среди произошедших в Атлантике и с самолётами семейства DC-6.

## Катастрофа
Douglas R6D-1 Liftmaster с регистрационным номером 131588 (заводской — 43691, серийный — 321, построен в 1953 году) из Военно-воздушной транспортной службы (подчиняется ВМС США) выполнял трансатлантический перелёт из Великобритании в Нью-Джерси с промежуточной посадкой на Азорских островах. Самолёт перевозил группу из 50 военных — служащих из 307-го бомбардировочного крыла американских ВВС (на тот момент базировалось на авиабазе Линкольн в Небраске), возвращающихся из Англии после 90-дневной командировки. С 50 пассажирами и 9 членами экипажа на борту «Дуглас» вылетел с британской авиабазы Лейкенхит и после набора высоты занял эшелон 15 000 футов (4600 м). Последний радиообмен с бортом 131588 был в 20:55, когда экипаж сообщил о своём местонахождении. Ориентировочно в 22:10 самолёт потерпел катастрофу в океане; экипаж даже не успел передать сигнал бедствия.
Организованными поисками удалось обнаружить лишь несколько спасательных жилетов и переднее шасси, плавающие на воде в 370 милях к западу-юго-западу от Лендс-Энда, — и больше никаких следов «Дугласа». По имеющимся данным, на имеющихся фрагментах следователи нашли признаки повреждения огнём, что оставило ряд открытых версий. Все летевшие в самолёте 59 человек были объявлены погибшими, что на то время по масштабам делало катастрофу борта 131588 второй, как среди произошедших с самолётами семейства Douglas DC-6, уступая произошедшей 19 месяцами ранее катастрофе другого R6D-1 на Гавайских островах (66 погибших), так и среди произошедших в нейтральных водах Атлантики, уступая произошедшей за 3 месяца до этого катастрофе венесуэльского Lockheed Super Constellation близ Нью-Йорка (74 погибших).